# West Puente Valley, Kalifornien
West Puente Valley är en ort (CDP) i Los Angeles County, i delstaten Kalifornien, USA. Enligt United States Census Bureau har orten en folkmängd på 22 636 invånare (2010) och en landarea på 4,6 km².